# Leitmotiv-Technik
Die Leitmotiv-Technik ist neben der Mood-Technik und dem Underscoring eine der drei Kompositionstechniken der Filmmusik, bei der mit Leitmotiven gearbeitet wird (teilweise auch Kennmotiv). Das Verfahren ist an die Kompositionen Richard Wagners angelehnt und wurde bereits in der Stummfilmzeit angewendet. Hierbei ist einer Person oder einer Situation ein bestimmtes musikalisches Motiv zugeordnet, das im Verlauf des Films immer wieder auftritt. Typische Vertreter der Leitmotiv-Technik waren die Spätromantiker Erich Wolfgang Korngold und Max Steiner. Die beiden bekanntesten zeitgenössischen Beispiele für die Verwendung von Leitmotivik im Film sind die Filmmusiken zur Star-Wars-Serie von John Williams und zur Filmtrilogie Der Herr der Ringe von Howard Shore. Im Vergleich zur Mood-Technik kommt die Leitmotiv-Technik heute jedoch eher weniger zum Einsatz.

## Charakteristik
Die aus der Oper und insbesondere aus den Musikdramen Richard Wagners bekannte Leitmotiv-Technik hat zur Aufgabe, Personen, Gegenstände der Handlung oder Erzählstränge, die im Film eine zentrale Rolle einnehmen, musikalisch zu repräsentieren. Dazu werden wichtigen Charakteren, Handlungsgegenständen oder Erzählsträngen eigene Motive, sogenannte Leitmotive zugeordnet, die dann je nach den Erfordernissen der Geschichte in die Gesamtkomposition eingebaut, wiederholt und variiert werden. So können auch Vorahnungen, Situationsveränderungen oder Rückverweise, die die Filmhandlung betreffen vermittelt werden, ohne dass sie auf der Leinwand sichtbar wären.
Es werden drei Typen der Leitmotiv-Verwendung unterschieden:
- Motivzitat (Kennmelodie): Das Motiv tritt unverändert immer wieder auf.
- Idée fixe: Das Motiv entwickelt sich mit den Protagonisten weiter.
- Voll entwickelte Leitmotivtechnik: Musikalisch komplett ausgebildete Sätze, meist in klassischen Kompositionen.

Heutzutage wird die Leitmotiv-Technik meistens in (abgeschwächter) Form eines Leitthemas angewendet. Diese Form der Komposition wird als entwickelnde Filmmusik (engl.: development score) bezeichnet. Das musikalische Thema wird mit der Titelmusik vorgestellt und während der Filmhandlung immer wieder aufgegriffen (Beispiel: Spiel mir das Lied vom Tod). Auf diese Weise wird die Wiedererkennung beim Publikum gewährleistet.